# Koulanou
Koulanou (en hébreu : כולנו, « nous tous ») est un parti politique israélien dirigé par Moshe Kahlon qui met l'accent sur les questions économiques et le coût de la vie.

## Histoire
Le parti est créé en fin décembre 2014, dans la perspective des élections législatives israéliennes de 2015. Koulanou arrive en cinquième position avec 7,49 % des voix, et 10 sièges de députés. 
Il fait partie de la coalition au pouvoir et trois des ministres du gouvernement Netanyahou IV viennent de ce parti : Yoav Galant, ministre de la Construction ; Eli Cohen, ministre de l'Économie et Moshe Kahlon, ministre des Finances. Avi Gabbay était ministre de la Protection de l'environnement entre 2015 et sa démission en mai 2016.

## Idéologie
Koulanou met l'accent sur le problème du logement et la défense de la classe moyenne. Le parti est classé au centre ou au centre droit du spectre politique israélien.

### Plateforme économique
Le parti souhaite faire des réformes pour réduire les inégalités sociales. Le parti soutient les propositions suivantes :
- Immobilier
  - Faciliter le processus de construction résidentielle et éliminer les obstacles bureaucratiques et d'infrastructure afin que 250 000 logements puissent être construits
  - Placer sous une autorité unique toutes les agences impliquées dans le secteur du logement
  - Rupture avec l'Israel Land Administration et les monopoles dans le secteur immobilier
  - Contrôle des location dans l'immobilier
- Banque et finance
  - Réduire les profits dans le secteur bancaire, en partie en encourageant la croissance des petites banques et en découplant le lien entre les banques et les entreprises de cartes de crédit
  - Instituer un droit de succession de 20 % à 25 % sur les actifs de plus de 10 millions d'euros
- Autres questions économiques
  - Encourager la compétition dans l'industrie alimentaire à la fois parmi les fournisseurs et au niveau de la vente au détail
  - Élimination du contrôle monopolistique de la production de gaz naturel offshore en mettant en œuvre une commission antitrust
  - Encourager la concurrence et réformer la Israel Electric Corporation et ses effectifs
  - La rupture du lien entre les commissions perçues par les agents et les frais de gestion des fonds de pension, dans le but de donner aux employés salariés le choix des agents de retraite sur leur lieu de travail

### Politique étrangères
Sur le plan international, le parti est dit plus modéré que le Likoud, en souhaitant entre autres le gel de la croissance d'avant-poste israélien à l'extérieur des grands blocs de colonies afin de préserver les perspectives d'une solution à deux États tout en s'efforçant d'améliorer les conditions en Cisjordanie.

### Questions sociétales
Le parti soutient, entre autres :
- l'adoption du mariage homosexuel et du mariage civil[11],
- la dépénalisation du cannabis[12],
- l'augmentation du financement de l'État pour les confessions juives non orthodoxes[13],
- mise en service partielle des transports publics le samedi[14].

## Résultats électoraux
| Année   | Chef de file | Voix    | %    | Rang | Sièges   | Gouvernement        |
| ------- | ------------ | ------- | ---- | ---- | -------- | ------------------- |
| 2015    | Moshe Kahlon | 315 360 | 7,49 | 5e   | 10 / 120 | Netanyahou IV       |
| 04/2019 | Moshe Kahlon | 152 756 | 3,54 | 10e  | 4 / 120  | Pas de gouvernement |

## Élus

### 21eKnesset(2019)
- Moshe Kahlon
- Eli Cohen
- Yifat Shasha-Biton
- Roy Folkman

### 20eKnesset(2015-2019)
- Moshe Kahlon (2015-2016)
- Yoav Galant
- Eli Alaluf
- Michael Oren
- Rachel Azaria
- Tali Ploskov
- Yifat Shasha-Biton
- Eli Cohen
- Roy Folkman
- Meirav Ben Ari
- Akram Hasson (2016-2019)